# IC 3496
IC 3496 је појединачна звијезда у сазвјежђу Береникина коса која се налази на листи објеката дубоког неба у Индекс каталогу.
Деклинација објекта је + 26° 45' 30" а ректасцензија 12h 33m 18,8s.